# Base organica
Una base organica è un composto organico che si comporta come una base. Le basi organiche sono spesso, ma non sempre, accettori di protoni; normalmente contengono atomi di azoto che possono essere facilmente protonati. Le ammine e i composti eterociclici che possiedono azoto, sono basi organiche. Alcuni esempi sono:
- piridina
- metilammina
- imidazolo
- istidina
- idrossidi

## Fattori che influenzano l'alcalinità
Poiché tutte le basi organiche sono considerate deboli, numerosi fattori possono influenzarne l'alcalinità: uno di questi è l'effetto induttivo. Gli atomi elettropositivi (come il carbonio) legati al protone potenzialmente accettore tendono a essere elettron-repulsori (effetto +I) in modo tale che la carica positiva, acquisita dal protone accettore, viene distribuita sugli atomi adiacenti della catena. È possibile anche l'effetto contrario in cui atomi elettronegativi (come il fluoro o il gruppo nitro) sono elettron-attrattori (effetto -I), riducendo in questo caso la basicità. Per questo motivo la trimetilammina, che possiede gruppi con carbonio, è una base più forte della semplice ammoniaca, composta solo da azoto e idrogeno.

## Donatori di idrossido
Alcune basi, come l'idrossido di tetrametilammonio o l'idrossido di colina, sono donatori di idrossido piuttosto che accettori di protoni, anche se non sempre sono stabili: l'idrossido di colina, per esempio, è metastabile e si decompone lentamente, liberando trimetilammina.